# Paulo Machado
Paulo Ricardo Ribeiro de Jesus Machado (Bairro do Cerco, 31 marzo 1986) è un ex calciatore portoghese, di ruolo centrocampista.

## Statistiche

### Presenze e reti nei club
Statistiche aggiornate al 27 giugno 2021.
| Stagione               | Squadra                | Campionato             | Campionato | Campionato | Coppe nazionali | Coppe nazionali | Coppe nazionali | Coppe continentali | Coppe continentali | Coppe continentali | Altre coppe | Altre coppe | Altre coppe | Totale | Totale | Totale |
| Stagione               | Squadra                | Comp                   | Pres       | Reti       | Comp            | Pres            | Reti            | Comp               | Pres               | Reti               | Comp        | Pres        | Reti        | Pres   | Reti   |        |
| ---------------------- | ---------------------- | ---------------------- | ---------- | ---------- | --------------- | --------------- | --------------- | ------------------ | ------------------ | ------------------ | ----------- | ----------- | ----------- | ------ | ------ | ------ |
| 2012-2013              | Olympiacos             | SL                     | 28         | 2          | CG              | 5               | 0               | UCL+UEL            | 6+2                | 1+0                | -           | -           | -           | 41     | 3      |        |
| 2013-2014              | Olympiacos             | SL                     | 17         | 3          | CG              | 4               | 0               | UCL                | 4                  | 0                  | -           | -           | -           | 25     | 3      |        |
| Totale Olympiakos      | Totale Olympiakos      | Totale Olympiakos      | 45         | 5          |                 | 9               | 0               |                    | 12                 | 1                  |             | -           | -           | 66     | 6      |        |
| 2014-2015              | Dinamo Zagabria        | 1.HNL                  | 29         | 2          | CC              | 7               | 0               | UCL+UEL            | 4+5                | 0+1                | SC          | 1           | 0           | 46     | 4      |        |
| 2015-2016              | Dinamo Zagabria        | 1.HNL                  | 28         | 1          | CC              | 4               | 1               | UCL                | 11                 | 0                  | -           | -           | -           | 43     | 2      |        |
| 2016-2017              | Dinamo Zagabria        | 1.HNL                  | 1          | 0          | CC              | 0               | 0               | UCL                | 3                  | 1                  | -           | -           | -           | 4      | 1      |        |
| Totale Dinamo Zagabria | Totale Dinamo Zagabria | Totale Dinamo Zagabria | 58         | 3          |                 | 11              | 1               |                    | 23                 | 4                  |             | 1           | 0           | 93     | 7      |        |
| 2017-2018              | Desportivo Aves        | PL                     | 23         | 4          | TP              | 4               | 1               |                    | -                  | -                  |             | -           | -           | 27     | 5      |        |
| 2018-2019              | Mumbai City            | ISL                    | 18+1       | 2          | SC              | -               | -               |                    | -                  | -                  |             | -           | -           | 19     | 2      |        |
| 2019-2020              | Mumbai City            | ISL                    | 8          | 0          | SC              | -               | -               |                    | -                  | -                  |             | -           | -           | 8      | 0      |        |
| 2020-2021              | Mumbai City            | ISL                    | 0          | 0          | SC              | -               | -               |                    | -                  | -                  |             | -           | -           | 0      | 0      |        |
| Totale Mumbai City     | Totale Mumbai City     | Totale Mumbai City     | 27         | 4          |                 | 0               | 0               |                    | -                  | -                  |             | -           | -           | 27     | 4      |        |
| 2020-2021              | Leixões                | SL                     | 14         | 1          | TP              | 0               | 0               |                    | -                  | -                  |             | -           | -           | 14     | 1      |        |
| Totale carriera        | Totale carriera        | Totale carriera        | 160        | 15         |                 | 24              | 2               |                    | 35                 | 5                  |             | 1           | 0           | 220    | 21     |        |

### Cronologia presenze e reti in nazionale
| Cronologia completa delle presenze e delle reti in nazionale ― Portogallo | Cronologia completa delle presenze e delle reti in nazionale ― Portogallo | Cronologia completa delle presenze e delle reti in nazionale ― Portogallo | Cronologia completa delle presenze e delle reti in nazionale ― Portogallo | Cronologia completa delle presenze e delle reti in nazionale ― Portogallo | Cronologia completa delle presenze e delle reti in nazionale ― Portogallo | Cronologia completa delle presenze e delle reti in nazionale ― Portogallo | Cronologia completa delle presenze e delle reti in nazionale ― Portogallo |
| Data                                                                      | Città                                                                     | In casa                                                                   | Risultato                                                                 | Ospiti                                                                    | Competizione                                                              | Reti                                                                      | Note                                                                      |
| ------------------------------------------------------------------------- | ------------------------------------------------------------------------- | ------------------------------------------------------------------------- | ------------------------------------------------------------------------- | ------------------------------------------------------------------------- | ------------------------------------------------------------------------- | ------------------------------------------------------------------------- | ------------------------------------------------------------------------- |
| 17-11-2010                                                                | Lisbona                                                                   | Portogallo                                                                | 4 – 0                                                                     | Spagna                                                                    | Amichevole                                                                | -                                                                         | 88’                                                                       |
| 9-2-2011                                                                  | Ginevra                                                                   | Argentina                                                                 | 2 – 1                                                                     | Portogallo                                                                | Amichevole                                                                | -                                                                         | 85’                                                                       |
| 26-3-2011                                                                 | Leiria                                                                    | Portogallo                                                                | 1 – 1                                                                     | Cile                                                                      | Amichevole                                                                | -                                                                         | 72’                                                                       |
| 29-3-2011                                                                 | Aveiro                                                                    | Portogallo                                                                | 2 – 0                                                                     | Finlandia                                                                 | Amichevole                                                                | -                                                                         | 62’                                                                       |
| 14-11-2012                                                                | Libreville                                                                | Gabon                                                                     | 2 – 2                                                                     | Portogallo                                                                | Amichevole                                                                | -                                                                         | 77’                                                                       |
| 14-8-2013                                                                 | Faro                                                                      | Portogallo                                                                | 1 – 1                                                                     | Paesi Bassi                                                               | Amichevole                                                                | -                                                                         | 46’                                                                       |
| Totale                                                                    |                                                                           | Presenze                                                                  | 6                                                                         |                                                                           | Reti                                                                      | 0                                                                         |                                                                           |

## Palmarès

### Club
- Campionato greco: 2

Olympiakos: 2012-2013, 2013-2014
- Coppa di Grecia: 1

Olympiakos: 2012-2013
- Campionato croato: 2

Dinamo Zagabria: 2014-2015, 2015-2016
- Coppa di Croazia: 2

Dinamo Zagabria: 2014-2015, 2015-2016
- Coppa di Portogallo: 1

Desportivo Aves: 2017-2018